# Дауделл, Чарли
Чарльз «Чарли» Дауделл (англ. Charles «Charlie» Dowdall; 7 апреля 1898, Дублин, Ирландия — 7 ноября 1987, там же) — ирландский футболист, правый инсайд.

## Клубная карьера
Начал играть в футбол в столичном клубе «Сент-Джеймс Гент». В составе «ворот» выиграл первый в истории чемпионат Ирландии, Кубок Ирландии и Лигу Лейнстера, сделав требл в сезоне 1921/22. Во время финала Кубка против «Шемрок Роверс» постоянно вступал в словесные перепалки с форвардом соперников Бобом Фуллэмом. В конце концов брань перетекла в потасовку, спровоцировавшую послематчевые беспорядки болельщиков. В 1927 году перешёл в клуб «Фордсонс», в составе которого стал серебряным призёром Лиги Мюнстера.
Летом 1928 года перешёл в клуб английского Второго дивизиона «Барнсли». Спустя год игры за «дворняг» перешёл в клуб Третьего дивизиона «Суиндон Таун». За клуб дебютировал только через полгода после перехода, 1 марта 1930 года в гостевом матче с «Нортгемптон Таун», забив гол и принеся своей команде ничью. 18 апреля в домашнем матче с «Уотфордом» забил второй гол за клуб. 21 апреля в гостевом матче с тем же соперником в последний раз вышел на поле в футболке «Суиндона», проведя за клуб 8 матчей.
Летом 1930 года вернулся в «Сент-Джеймс Гейт», за который выступал до конца года. В январе 1931 перешёл в «Фордонс», сменивший название на «Корк». В составе клуба второй раз стал серебряным призёром Лиги Мюнстера, а также дошёл до финала Кубка Мюнстера. Летом 1931 года покинул команду. Через год присоединился к «воротам», за которых выступал до завершения карьеры летом 1933 года.

## Карьера в сборной
Был одним из семи игроков «Сент-Джеймс Гейт», включённых в заявку национальной сборной на VIII Летние Олимпийские игры, и одним из пяти, прибывших на турнир. Кроме Дауделла, в Париж поехали Том Мерфи, Эрни Маккей, Падди Данкан и Майк Фаррелл, а в Ирландии остались Томми Онжье и Фрэнк Хини. На самом турнире не сыграл ни одного матча. Также во время проведения Олимпиады появился на поле в товарищеском матче со сборной Эстонии. Матч был организован и назначен на 3 июня, так как обе сборные уже выбыли из турнира. 
Уже после окончания Олимпиады, 14 июня, Дауделл сыграл в товарищеском матче со сборной США, проходившем на «Далимаунт Парк». В марте 1926 вместе со сборной отправился на товарищеский матч со сборной Италией, но на поле так и не вышел. Позже, в 1928 и 1929 годах, сыграл в двух товарищеских матчах со сборной Бельгии. 4 апреля 1931 года сыграл свой последний матч за сборную против сборной Испании на «Стадионе Монтьюик». 

## Достижения

### Клубные

#### «Сент-Джеймс Гейт»
- Чемпион Ирландии: 1921/22

- Обладатель Кубка Ирландии: 1922

- Победитель Лиги Лейнстера: 1921/22

### В сборной
- Олимпиада 1924 года: 1/4 финала

## Внешние ссылки
- Профиль игрока (англ.) на сайте Transfermarkt
- Профиль игрока на сайте National Football Teams
- Профиль игрока на worldfootball.net
- Профиль игрока на eu-football.net
- Профиль игрока на сайте Olympedia